# A Second Face
 A Second Face est un jeu vidéo d'aventure indépendant et gratuit, conçu et développé entièrement par une seule personne, Jospin Le Woltaire. Le jeu contient des éléments de science-fiction, cyberpunk et fantasy.

## Synopsis
Dans l'espace infini, il y a une planète à deux faces qui ne tourne pas sur son axe ; une face est obscure en permanence alors que l'autre est toujours éclairée. Deux formes de vie se sont développées sur chaque face, mais elles ne se sont jamais rencontrées. Le cadre du jeu est la rencontre de ces deux populations étranges.

## Aspect technique
Les graphismes de l'architecture sont entièrement réalisés en 3d en style de Le Corbusier et du Bauhaus, avec des couleurs de bleu pour la face de nuit et de jaune pour la face de jour. Les personnages ont été réalisés complètement à la main avec des couleurs d'aquarelle et du fusain.

## Système de jeu
A Second Face est un jeu de pointer-et-cliquer en tierce personne. Les longues scènes cinématiques créent la narration. Le système des dialogues est unique et est contrôlé par des mots-clés dans une zone de texte minimale.

## Honneurs et décorations
A Second Face a été nommé 15 fois pour le AGS Award 2008. Il reçut un total de trois prix pour « le meilleur jeu 2008 », « la meilleure narration 2008 » et « les meilleurs graphismes 2008 »,,.